# Pierre Doucet
Ne pas confondre avec l’architecte Pierre Doucet
Pierre Doucet, né le 9 mars 1761 à Paris, mort le 23 avril 1834 à Paris, est un général français de la Révolution et de l’Empire.

## États de service
Il entre en service comme lieutenant à la garde nationale en septembre 1789, il est employé comme aide de camp du général Lafayette. Le 10 août 1792, il est aux Tuileries. Il est emprisonné pour avoir tenté d'empêcher l'effusion de sang, puis remis en liberté et employé de nouveau l’année suivante dans la garde nationale de Paris.
Il est nommé adjudant-général chef de brigade le 9 août 1795, et le 1er novembre 1796, il est adjoint du commandant temporaire de la place de Paris. Le 24 août 1798, il est chef d’état-major du général commandant la place de Paris. En 1799, il est officier dans l’état-major du général Andréossy.
Le 26 juillet 1800, il commande temporairement la place de Paris, avant de  prendre la fonction de sous-chef d’état-major de la 1re région militaire. Il est fait chevalier de la Légion d’honneur le 8 février 1804 et officier de l’ordre le 14 juin suivant. Le 17 novembre 1805, il rejoint l’armée du Nord, avant de revenir à Paris le 8 février 1806, comme chef d’état-major de la 1re région militaire. 
Il occupe toujours ce poste lors de la tentative de coup d'État du général Malet le 23 octobre 1812. Lorsque celui-ci, après avoir tiré sur le général Hulin, se rend dans le bureau du colonel Doucet, il l'y trouve en compagnie du commandant Laborde. Les deux officiers reconnaissent Malet, refusent de lui obéir puis parviennent à se saisir de lui. Doucet est promu général de brigade le 23 décembre 1812, en récompense de son action ce soir là. 
En 1813, il participe à la campagne de Saxe, et le 23 janvier 1813, il commande la place d’Erfurt. Le 13 juillet 1813, il commande la 1re brigade de la 2e division d’infanterie du 1er corps d’armée, il est fait prisonnier le 11 novembre 1813, après la capitulation de Dresde.
Le 21 mars 1815, il est chef d’état-major de la place de Paris. Le roi Louis XVIII le fait chevalier de l’ordre du mérite (Saint-Louis) le 26 avril 1821 (le général Doucet était protestant). Il meurt le 23 avril 1834, à Paris.

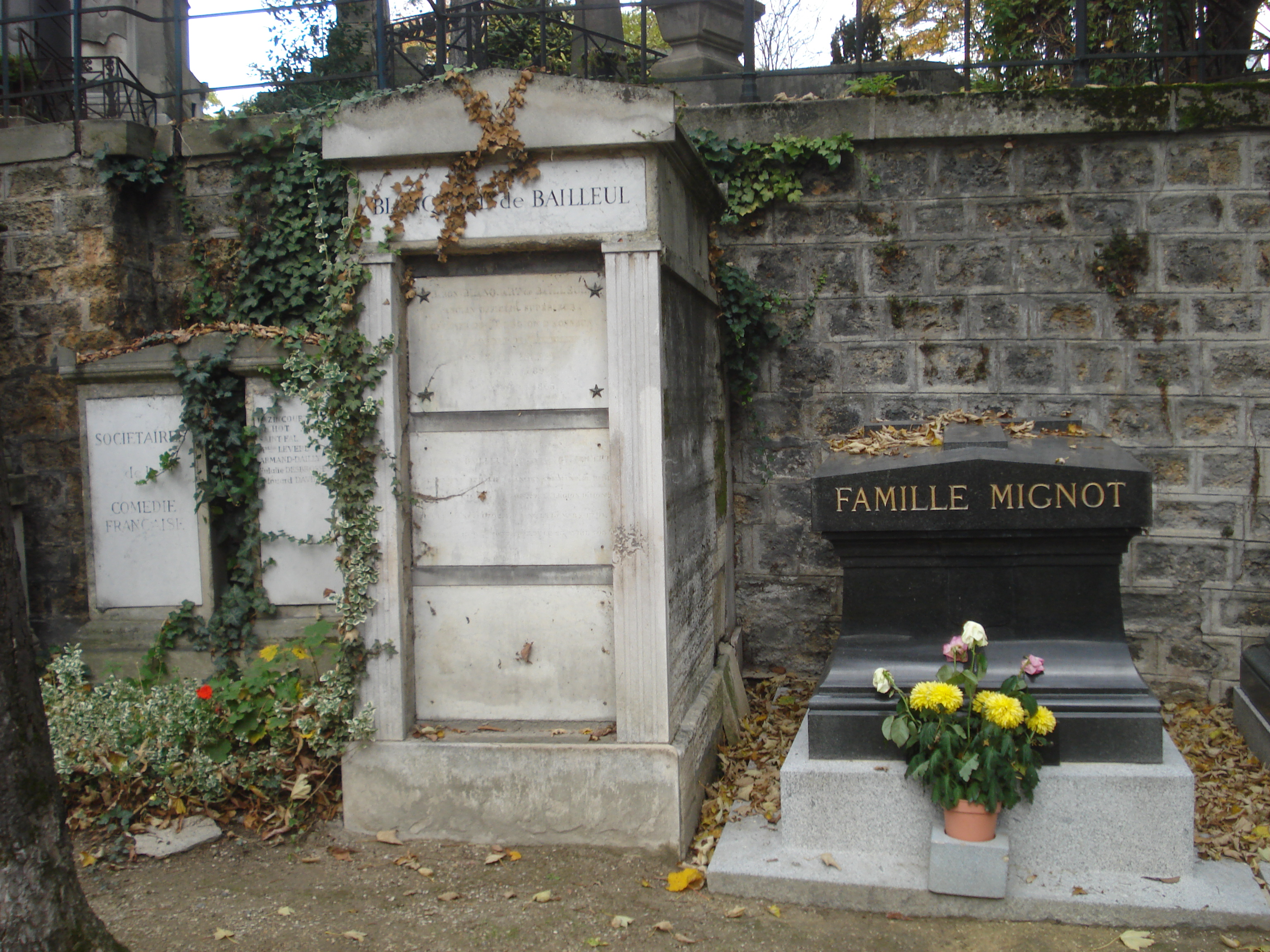
Sépulture du général Pierre Doucet - Cimetière Montmartre

Il est inhumé au cimetière de Montmartre, 19e division (au rond-point), dans la petite chapelle au nom de Blanquart de Bailleul, il repose avec le couple Henri-Joseph-Pierre Blanquart de Bailleul (1789-1865), et Athalie-Geneviève Wautier.

## Sources

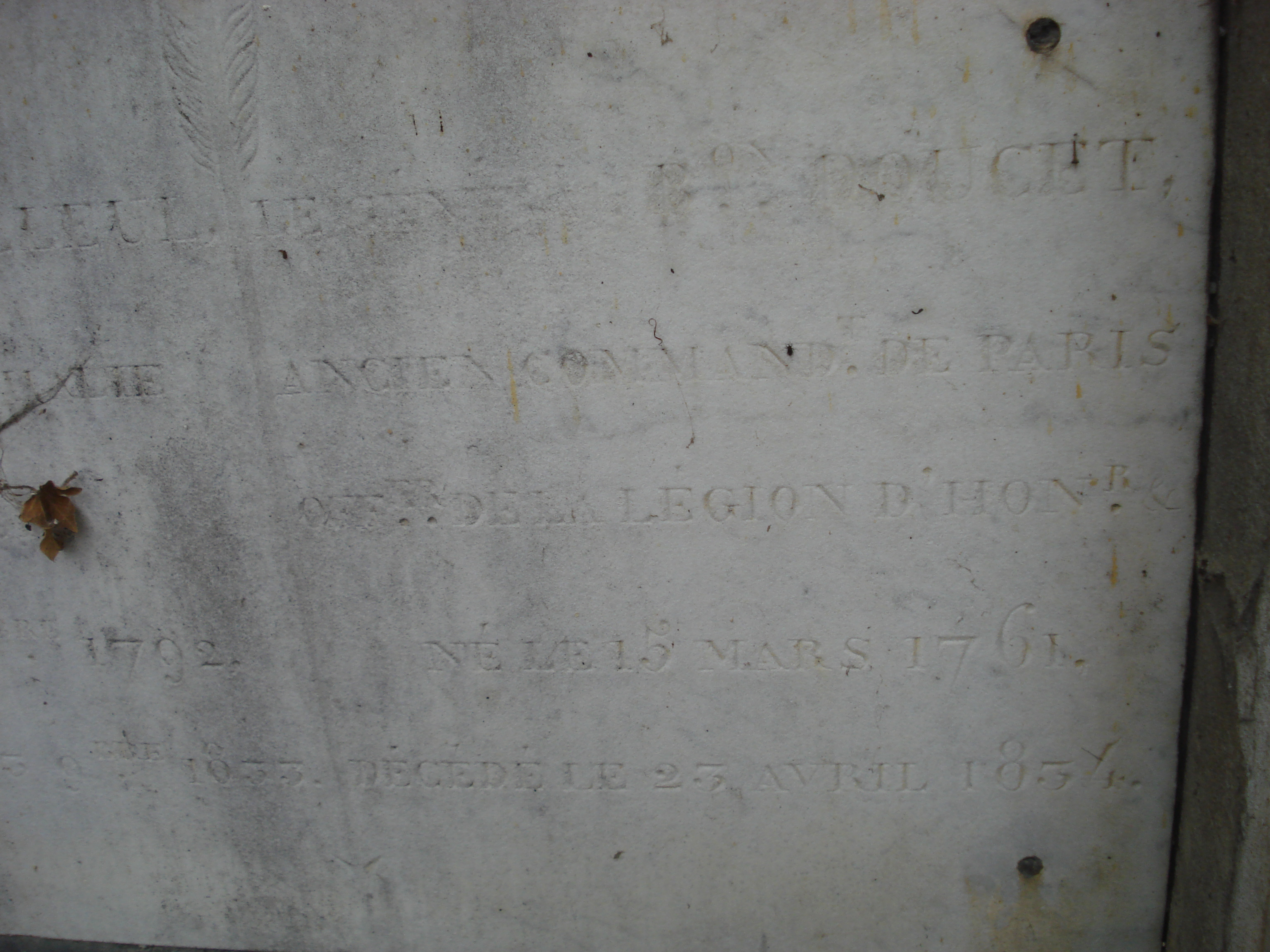
Sépulture du général Pierre Doucet - Cimetière Montmartre

- DOUCET (Pierre) dans Jean Tulard (dir.), Dictionnaire Napoléon, vol. A-H, Paris, Fayard, octobre 1999, 1000 p. (ISBN 2-213-60485-1), p. 666
- André Castelot, La campagne de Russie : 1812, Perrin, 2000 (1re éd. 1991), 339 p. (ISBN 2-262-01630-5)
- (en) « Generals Who Served in the French Army during the Period 1789 - 1814: Eberle to Exelmans »
- Thierry Pouliquen, « Les généraux français et étrangers ayant servis [sic] dans la Grande Armée » (consulté le 11 septembre 2013)
- « Cote LH/796/34 », base Léonore, ministère français de la Culture
- Mathieu-Richard-Auguste Henrion, Annuaire biographique, ou supplément annuel et continuation de toutes les biographies ou dictionnaires historiques. Années 1830-1834, Paul Méquignon, janvier 1834, 468 p. (lire en ligne), p. 319.
- (pl) « Napoléon.org.pl »